# Majdi Siddiq
Majdi Abdulla Siddiq (Riyadh, 3 settembre 1985) è un calciatore saudita naturalizzato qatariota, centrocampista dell'Al-Sailiya.

## Carriera

### Club
Ha sempre giocato nella prima divisione qatariota.

### Nazionale
Con la maglia della nazionale tra il 2004 ed il 2015 ha preso parte a 54 incontri e segnato 3 reti, venendo anche convocato per la Coppa d'Asia 2007.

## Palmarès

### Club

#### Competizioni nazionali
- Coppa di Qatar: 1

Al-Khor: 2005
- Coppa dello Sceicco Jassem: 1

Al-Arabi: 2011

### Nazionale
- Giochi asiatici: 1

2006